# Zimmermannia
Zimmermannia is een geslacht van vlinders van de familie van de dwergmineermotten (Nepticulidae). De wetenschappelijke naam voor dit geslacht is voor het eerst voorgesteld door Erich Martin Hering in een publicatie uit 1940. Het geslacht is vernoemd naar Friedrich Zimmermann die de typesoort van dit geslacht Ectoedemia liebwerdella heeft ontdekt en de wetenschappelijke naam heeft gepubliceerd.

## Soorten
- Zimmermannia admiranda (Puplesis, 1984)
- Zimmermannia amani (Svensson, 1966)
- Zimmermannia atrifrontella (Stainton, 1851) - Witte eikenbastmineermot
- Zimmermannia bosquella (Chambers, 1878)
- Zimmermannia grandisella (Chambers, 1880)
- Zimmermannia hispanica (van Nieukerken, 1985)
- Zimmermannia liebwerdella (Zimmermann, 1940) - Beukenbastmineermot
- Zimmermannia liguricella (Klimesch, 1953)
- Zimmermannia longicaudella (Klimesch, 1953) - Bruine eikenbastmineermot
- Zimmermannia mesoloba (Davis, 1978)
- Zimmermannia monemvasiae (van Nieukerken, 1985)
- Zimmermannia nuristanica (van Nieukerken, 1985)
- Zimmermannia obrutella (Zeller, 1873)
- Zimmermannia phleophaga (Busck, 1914)
- Zimmermannia reichli (Z. Laštuvka & A.Laštuvka, 1998)
- Zimmermannia sivickisi (Puplesis, 1984)
- Zimmermannia vivesi (A.Laštuvka, Z. Laštuvka & van Nieukerken, 2010)